# Jean Béliveau (ijshockeyer)

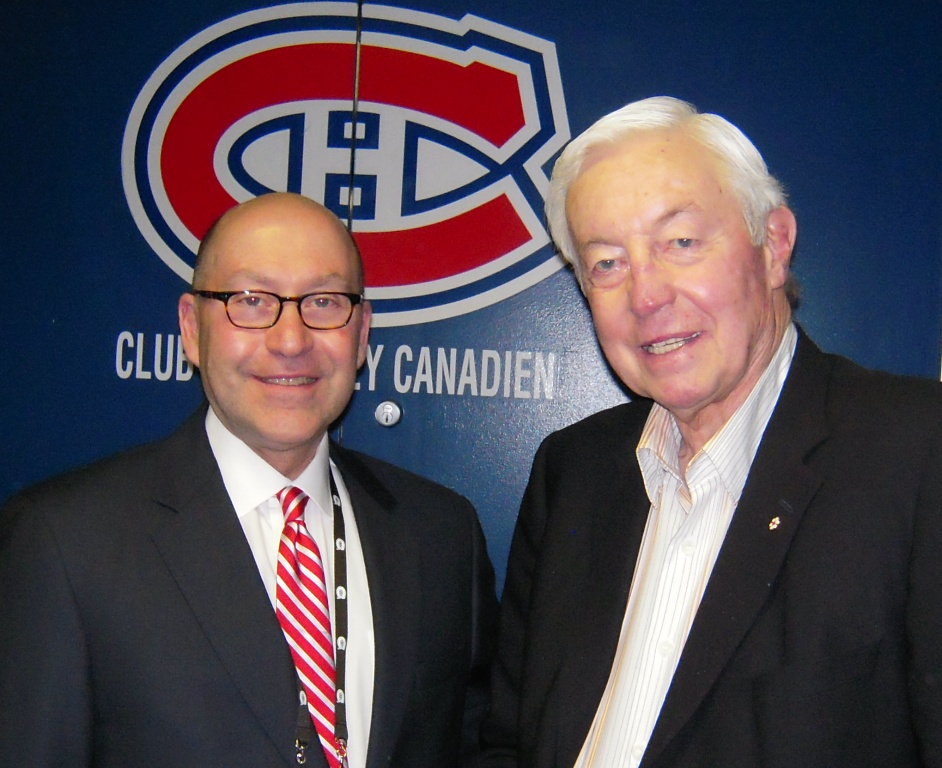
Jean Béliveau in 2009 (rechts)

Jean Arthur Béliveau (Trois-Rivières, 31 augustus 1931 – Longueuil, 2 december 2014) was een professionele ijshockeyspeler die 20 seizoenen in de National Hockey League voor de Montreal Canadiens speelde. Als speler won hij de Stanley Cup 10 keer, en als official maakte hij deel uit van zeven championship teams. Jean heeft de meeste Stanley Cup overwinningen door een individu tot op heden. Hij werd opgenomen in de Hockey Hall of Fame in 1972.
Hij overleed eind 2014 op 83-jarige leeftijd en is begraven aan de Saint-Antoine-de-Padoue in Longueuil.
- Bibsys: 6036384
- International Standard Name Identifier: 0000 0000 7373 1315
- Library of Congress Control Number: n93051566
- MusicBrainz: 58c64c68-099b-4747-8353-e33cf12c6393
- Nederlandse Thesaurus van Auteursnamen: 327491388
- Système universitaire de documentation: 254672779
- Virtual International Authority File: 21351383
- WorldCat: E39PBJh4BBr9TJ6DxJvW6mMByd